# 樊春海
樊春海（1974年3月—），汉族，江苏张家港人，中国化学家，现任上海交通大学教授，研究领域为核酸分析化学、DNA纳米技术、生物光子学等。2019年当选为中国科学院院士。

## 生平
1996年毕业于南京大学生物化学系，获学士学位。2000年毕业于南京大学生命科学学院生物化学与分子生物学专业，获博士学位。后赴美国加州大学圣巴巴拉分校做博士后研究。2004年起任中国科学院上海应用物理研究所研究员。2018年起任上海交通大学化学化工学院教授。